# Église de la Nativité-de-Notre-Dame de Fondremand
L'église de la Nativité-de-Notre-Dame est une église catholique située à Fondremand, en France.

## Localisation
L'église est située sur la commune de Fondremand, dans le département français de la Haute-Saône.

## Historique
L'édifice est inscrit au titre des monuments historiques en 1927.